# Sharon Marley
Sharon Marley Prendergast (23 de noviembre de 1964) es una cantante, música y actriz jamaicana. Sharon es la hija biológica de Rita Marley, que fue adoptada por Bob Marley. Cuando Rita y Bob se casaron, tenía 8 meses de edad. Ella formó parte de Ziggy Marley and the Melody Makers, junto con sus hermanos en California en 1988.

## Filmografía
Ha trabajado en películas y bandas sonoras (Soundtrack)
Películas:
- The Mighty Quinn (1989) (como Jody)
- Africa Unite: A Celebration of Bob Marley's 60th Birthday (2008)
- One Love: The Bob Marley All-Star Tribute (1999) (TV) .... Herself
- New York Undercover (1 episodio, 1997)
  - Is It a Crime? (1997)
- Soul Train (1 episodio, 1991)
  - Ziggy Marley and Melody Makers/Tevin Campbell/Public Enemy (1991)

Banda sonora:
- The Mighty Quinn (1989) (performer: "(I'M) HURTING INSIDE", "THE MIGHTY QUINN")